# 杭州湾海上大橋

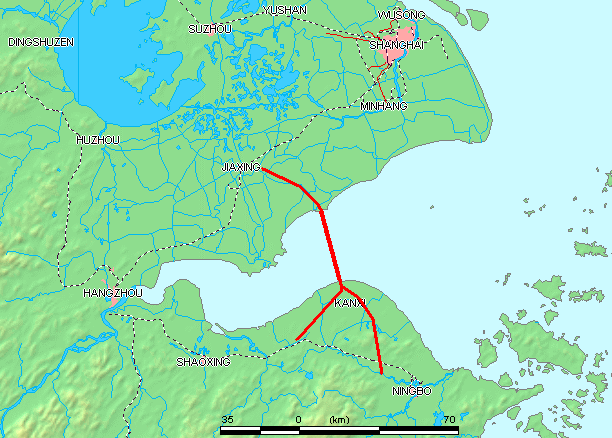
杭州湾海上大橋の位置

杭州湾海上大橋（こうしゅうわんかいじょうだいきょう、中国語: 杭州湾跨海大桥）は、中華人民共和国浙江省東部の杭州湾を南北に縦断する海上橋である。2008年5月1日に開通した。北は嘉興市海塩県、南は寧波市慈渓市を結び、全長35,673m、6車線で、最高速度は100km/時。

## 歴史
10年間にわたる調査の末、2003年に認可され、2004年6月8日起工式が挙行された。2007年6月30日に貫通、2008年5月1日に開通した。完成後は上海から寧波への路程が320キロ短縮され、輸送や観光に大きな役割をはたすものと期待されている。完工時期は2010年の上海国際博覧会にタイミングを合わせたものとみられる。総投資額は118億人民元に及び、このうち35%が寧波の私営企業から調達され、残りは国家開発銀行などの金融機関がファイナンスを担当している。開通時の普通車の通行料金は80元。開通当初は景色を見るために徐行運転をしたり駐車したりする者が多く、大渋滞が発生した。追突事故も多発したという。上海市から寧波市まで、長距離バスで3時間程で行ける。
なお、世界最長の橋は青島膠州湾大橋（全長41.58キロ）で、杭州湾海上大橋は世界第三位、海上橋としては世界第二位である。ただし、海上橋ではあるが、大部分は常時陸地もしくは潮位によっては干潟となる部分であり、水上を通る部分も銭塘江の淡水と混じり合う汽水域である。